# Mick Buckley
Mick Buckle (Mánchester, 4 de noviembre de  1953 - Mánchester, 7 de octubre de 2013) fue un futbolista inglés que jugó en el Everton, Sunderland, Hartlepool United, Carlisle United y Middlesbrough como centrocampista.

## Carrera
Buckley comenzó su carrera futbolística profesional con el Everton en 1971 e hizo 135 apariciones con ellos, con diez goles.
Buckley murió en octubre de 2013 a la edad de 59 años.

## Clubes
| Club              | País       | Año         | Partidos | Goles |
| ----------------- | ---------- | ----------- | -------- | ----- |
| Everton           | Inglaterra | 1971 - 1978 | 135      | 10    |
| Sunderland        | Inglaterra | 1978 - 1983 | 121      | 7     |
| Hartlepool United | Inglaterra | 1983        | 6        | 0     |
| Carlisle United   | Inglaterra | 1983 - 1984 | 25       | 2     |
| Middlesbrough     | Inglaterra | 1984 - 1985 | 27       | 0     |